# Kadipaten (Kraton)
Kadipaten is een bestuurslaag in het regentschap Jogjakarta van de provincie Jogjakarta, Indonesië. Kadipaten telt 5472 inwoners (volkstelling 2010).